# Ośrodek Zapasowy Mazowieckiej Brygady Kawalerii
Ośrodek Zapasowy Mazowieckiej Brygady Kawalerii (OZ Mazowieckiej BK) – oddział kawalerii Wojska Polskiego.
OZ Mazowieckiej BK nie istniał w organizacji pokojowej Wojska Polskiego. Był organizowany na podstawie planu mobilizacyjnego.

W niektórych publikacjach używano też nazwy: Ośrodek Zapasowy Kawalerii „Garwolin”.

## Formowanie i przekształcenia organizacyjne
Ośrodek Zapasowy Kawalerii „Garwolin” był jednostką mobilizowaną zgodnie z uzupełnionym planem mobilizacyjnym „W”, w I rzucie mobilizacji powszechnej. Jednostką mobilizującą był 1 pułk strzelców konnych w Garwolinie.
Ośrodek zapasowy kawalerii miał być formowany według organizacji wojennej L.3027/mob.org., ukompletowany zgodnie z zestawieniem specjalności L.3027/mob.AR oraz uzbrojony i wyposażony zgodnie z wojennymi należnościami materiałowymi L.3027/mob./mat. W skład ośrodka zapasowego wchodziło:  
- dowództwo,
- szwadron gospodarczy,
- cztery szwadrony liniowe,
- szwadron karabinów maszynowych,
- pluton pionierów,
- pluton łączności,
- pluton kolarzy[2][3].

Skład organizacyjny ośrodka należało traktować jako ramowy dla obliczenia zapotrzebowań mob. Szczegółową organizację miał ustalić dowódca ośrodka zapasowego zależnie od wysokości otrzymanych nadwyżek i warunków lokalnych. 
Pod względem ewidencyjnym do Ośrodek Zapasowy Kawalerii „Garwolin” przynależała zmobilizowana Kwatera Główna Mazowieckiej Brygady Kawalerii, 1 pułk szwoleżerów, 7 pułk ułanów, 11 pułk ułanów, 1 pułk strzelców konnych, 4 pułku strzelców konnych, szwadrony kawalerii dywizyjnej nr 8, 18 i 28 oraz rejonowi inspektorzy koni w Warszawie, Ciechanowie, Dęblinie, Mińsku Maz., Ostrołęce i Płocku. Mobilizacja ośrodka miała być zakończona 7 dnia mobilizacji powszechnej.
Zadaniem ośrodka było szkolenie uzupełnień dla oddziałów kawalerii wchodzących w skład Mazowieckiej Brygady Kawalerii, które kierowały do niego swoje nadwyżki mobilizacyjne (osobowe i materiałowe).
Zgodnie z planem „Z” Ośrodek Zapasowy Kawalerii „Garwolin” podlegał pod każdym względem dowódcy Okręgu Korpusu Nr I w Warszawie.
Na stanowisko dowódcy ośrodka wyznaczony został ppłk kaw. Zdzisław Dziadulski, pokojowy I zastępca dowódcy 1 pszwol.
Ośrodek został podporządkowany płk. Tadeuszowi Komorowskiemu, który otrzymał zadanie zorganizowania obrony mostów i przejść na Wiśle od Góry Kalwarii po Dęblin (wyłącznie). Pułkownik Komorowski otrzymał dowództwo nad Ośrodkami Zapasowymi Pomorskiej i Mazowieckiej BK oraz zadanie likwidacji Centrum Wyszkolenia Kawalerii.
Nadwyżki oddziałów Mazowieckiej BK zostały rozmieszczone w miejscowościach: Zawady (1 pszwol.), Leszczyny (7 puł.), Unin (11 puł.) i Garwolinie (1 psk). Z większości zasobów OZ Mazowieckiej BK sformowano oddziały bojowe, w tym:
- Warszawski pułk ułanów, w składzie Kombinowanej Brygady Kawalerii[14],
- 1 pułk strzelców konnych (spieszony) w składzie Grupy Kawalerii ppłk. Edwarda Wani[15],
- szwadrony OZ z 7 puł.(konny), 11 puł.(pieszy) 1 psk(pieszy) włączone do Oddziału Wydzielonego „Brzumin” mjr Jerzego Jasiewicza[15].